# Willem Thorbecke
Willem Thorbecke (Leiden, 24 april 1843 – Den Haag, 4 oktober 1917) was een Nederlands jurist, die van 1888 tot 1917 landsadvocaat was. Hij was de zoon van de liberale staatsman Johan Rudolph Thorbecke.
Thorbecke werd geboren te Leiden als zoon Johan Rudolph Thorbecke (1798-1872) en Adelheid Solger (1817-1870); vader Thorbecke was sinds 1830 hoogleraar staatsrecht aan de Universiteit Leiden en zou twee jaar later ook lid van de gemeenteraad aldaar worden. Willem was het vierde kind en de derde zoon; zijn oudere broers Rudolf en Herman overleden echter beiden al jong, op respectievelijk 21- en 17-jarige leeftijd, waardoor Willem als enige zoon overbleef. In zijn jonge jaren vergezelde Willem zijn vader, toen minister, enkele keren op diens reizen door het land. Hij was een jeugdvriend van de drie jaar jongere Pieter Cort van der Linden, zoon van zijn vaders collega en bondgenoot Gijsbertus Martinus van der Linden.
Willem Thorbecke volgde het gymnasium te Den Haag en begon vervolgens in 1861 aan de studie rechten aan de Universiteit Leiden. Naast zijn studie was hij praeses van het Leidsch Studenten Corps en voorzitter van de feestcommissie bij het 58e lustrum van de universiteit. Na zijn afstuderen op 28 juni 1866 begon hij op aanraden van zijn vader te werken aan een proefschrift getiteld Iets over de verbindtenis tot schadevergoeding wegens onregtmatige daad, waar hij op 13 november 1867 magna cum laude bij J.E. Goudsmit op promoveerde. Vader Thorbecke, zelf oud-hoogleraar, was een van de opponenten bij de promotieplechtigheid.
Bij het overlijden van vader Thorbecke in 1872 tekende Willem zijn laatste wensen op en sloot hem de ogen. Naderhand was hij verantwoordelijk voor het afhandelen van de erfenis. Tot het einde van zijn leven bleef hij ook werken aan een biografie van zijn vader, die echter nooit erg ver is gevorderd.
Na zijn promotie ging Thorbecke werken als advocaat bij G.M. van der Linden, Tweede Kamerlid en landsadvocaat en een goede vriend van zijn vader. In 1876 stond hij als advocaat Christina Goedvolk bij, de partner van Hendrik Jut en zijn medeverdachte in de moordzaak; advocaat van Jut was Thorbeckes jeugdvriend en oud-studiegenoot Pieter Cort van der Linden. In 1881 werd hij door Van der Linden — die tegelijkertijd deken van de Haagse balie was — benoemd tot plaatsvervangend landsadvocaat, als opvolger van Van der Lindens eigen zoon Pieter Cort van der Linden. In 1880 publiceerde Thorbecke het boek Stelsel en toepassing der Onteigeningswet, waarin hij de Onteigeningswet van 1851 van commentaar en uitleg voorzag. Bij het overlijden van landsadvocaat Van der Linden in 1888 werd Thorbecke — die als plaatsvervangend landsadvocaat afhankelijk was van zijn superieur en bij diens afwezigheid niet zelfstandig kon optreden — op voordracht van minister van Financiën J.C. Bloem bij K.B. van 8 april benoemd tot landsadvocaat. Zijn plaatsvervangers in die functie waren achtereenvolgens C.J. François (1888–1898), H. de Ranitz (1898–1900) en J. Wolterbeek Muller (1900–1917); met ingang van 1911 kwam Jean Henri Telders erbij als tweede plaatsvervanger en in 1916 benoemde Thorbecke zijn eigen zoon Johan Rudolf tot derde plaatsvervangend landsadvocaat. Thorbecke overleed in 1917; hij werd als landsadvocaat opgevolgd door J.H. Telders.
Thorbecke was getrouwd met Wilhelmina Louise Dorothea Agnes Moldenhauer (1852-1945), een achternicht uit Duitsland van vaderskant. Uit het huwelijk kwamen drie kinderen: Wilhelmina (1877-1971), Johan Rudolf (1881-1950) en Willem Johan Rudolf (1892-1989). Wilhelmina Thorbecke trouwde met mr. Carel Daniël Asser jr., lid van de prominente juristenfamilie Asser en zoon van hoogleraar en Nobelprijswinnaar Tobias Asser; hun kleinzoon mr. Daan Asser was onder andere raadsheer in de Hoge Raad der Nederlanden. Johan Rudolf werd net als zijn vader advocaat en procureur, en uiteindelijk vicepresident van de Rechtbank Den Haag. Willem jr. was Nederlands ambassadeur in China en vervolgens hoogleraar aan Emory University in Atlanta (VS).